# Мистер Маки
Мистер Маки (англ. Mr. Mackey) — персонаж анимационного ситкома «Южный Парк», один из основных взрослых героев сериала. Этот образ основан на школьном психологе Трея Паркера мистере Лэки (англ. Mr. Lackey).

## Биография
Мистер Маки работает психологом в начальной школе Саус-Парка. Его самая яркая черта — постоянное употребление слова, производного от его фамилии и возгласа «okay», — «mmkay» (в переводе «п’нятно» или «п’нятненько»). У мистера Маки гнусавый голос. Кроме того, его очень большая голова — результат сильной завязки галстука на шее. Из-за этого имел в колледже обидную кличку «Чел с очень большой головой».
Если дети себя плохо ведут — их направляют к мистеру Маки (к примеру, в первых сезонах Крэйг почти в каждой серии сидит возле кабинета психолога). В период с момента смерти мисс Заглотник до возвращения мистера Гаррисона мистер Маки преподавал в четвёртом классе (кроме того, когда в школах ввели сексуальное воспитание, он преподавал его у мальчиков того же класса).
Мистер Маки довольно умён, знает, например, испанский язык, однако как преподаватель не выдерживает никакой критики. Его лекции про вред наркотиков, табака и алкоголя обычно состоят исключительно из фраз «наркотики — это плохо, п’нятно?», «алкоголь — это плохо, п’нятно?». В эпизоде «Пиписька Айка» мистер Маки сам сталкивается с проблемой наркотиков — он пускает по классу марихуану, чтобы все могли получить представление о её запахе, но её кто-то крадёт (как выясняется позже, это мистер Гаррисон) и его на некоторое время увольняют с работы. Мистер Маки начинает экспериментировать с алкоголем и наркотиками и даже на недолгое время приобретает нормальный облик. Впрочем, это обусловлено не благотворным влиянием веществ на его психику, а тем, что он наконец-то перестает так туго затягивать галстук.
Проблемы возникают и в преподавании сексуального воспитания, ведь мистер Маки вообще ничего не знает о сексе. Кроме того, дети обожают шутить над мистером Маки, передразнивая его «mmkay» или на консультации посылая ему записки «Мистер Маки голубой»; в отличие от мистера Гаррисона, мистер Маки практически не обладает способностями управлять детьми, хотя иногда (например, в серии «Туалетная бумага») они и боятся его. Мистер Маки очень хилый и слабый: его способен побить даже мистер Шляпа.
Мистер Маки является одним из руководителей детского хора «Дети в защиту голубых лесов». В эпизоде «Загадка о говне в писсуаре» мистер Маки крайне близко к сердцу принимает то, что какой-то мальчик сходил по-большому в писсуар, и начинает полномасштабное расследование. Здесь снова проявляется неспособность мистера Маки обращаться с детьми: выговаривая им в очередной раз, он употребляет для обозначения кала всевозможные оригинальные эвфемизмы (вроде «шоколадный хот-дог»), которые вызывают у них больше смех, чем раскаяние.
В фильме «Саут-Парк: большой, длинный и необрезанный» мистер Маки читает детям лекцию о вреде ругани и поёт песенку «It’s Easy Mmmkay».

## Личная жизнь
В эпизоде «Женщина с приросшим эмбрионом» показано, что Мистер Маки способен пользоваться древней практикой взаимодействия разумов, передающейся школьными психологами по наследству.
Периодически у Мистера Маки начинает появляться личная жизнь. В молодости он занимался сексом только раз, в 19 лет (это упоминается в эпизоде «Правильное использование презерватива»). В серии «Пиписька Айка» у него были непродолжительные отношения с блондинкой, с которой они уехали в Индию и хотели начать новую жизнь, но этим планам помешала «Команда А», которая действовала по приказу директрисы Виктории и мистера Гаррисона. В эпизоде «Кое-что, что можно сделать пальцем» Картман записал клип своей группы на кассету где также оказалась садо-мазо сессия мистера Маки с матерью Картмана. Позже у мистера Маки были отношения с учительницей 4 класса мисс Заглотник, благодаря которым она лишилась девственности, а он вспомнил, что такое секс. Через некоторое время мисс Заглотник будет убита, а её убийство не будет раскрыто.
В серии «Новчало» выясняется, что Мистер Маки болен «болезнью собирательства» из-за душевной детской травмы (во время экскурсии в лес его в деревянном домике изнасиловал Совёнок — талисман лесохозяйственной службы США, призывающий не сорить в лесу). Хотя возможно это был лишь сон Стэна, созданный для излечения того от накопительства.
В эпизоде «Похищение детей — это не смешно» появляются родители мистера Маки — у них такие же головы и похожий говор. Также мистер Маки дружит с директрисой Викторией и иногда устраивает вечеринки (на вечеринку по поводу метеоритного дождя собираются почти все взрослые). Помимо консультаций для детей, он является личным психологом мистера Гаррисона, однако как минимум в одном эпизоде («Лето — отстой») зло подшучивает над ним.
Мистер Маки не любит сериал «Друзья». Домашний телефон Мистера Маки 303-555-6792.
В эпизоде «Королевский пудинг» упоминается, что два года назад (в 2008 или 2009) его отец умер от кариеса.

## Культурное влияние
- Также мистер Маки появляется в показывавшемся по Comedy Central новогоднем отсчёте за 1999 год.
- Мистер Маки спародирован Эминемом в песне «Kids».